# 569 (tal)
569 är det naturliga heltal som följer 568 och följs av 570.

## Matematiska egenskaper
- 569 är ett udda tal.
- 569 är ett primtal[1].
- 569 är ett defekt tal.

## Inom vetenskapen
- 569 Misa, en asteroid.